# Лаах (озеро)

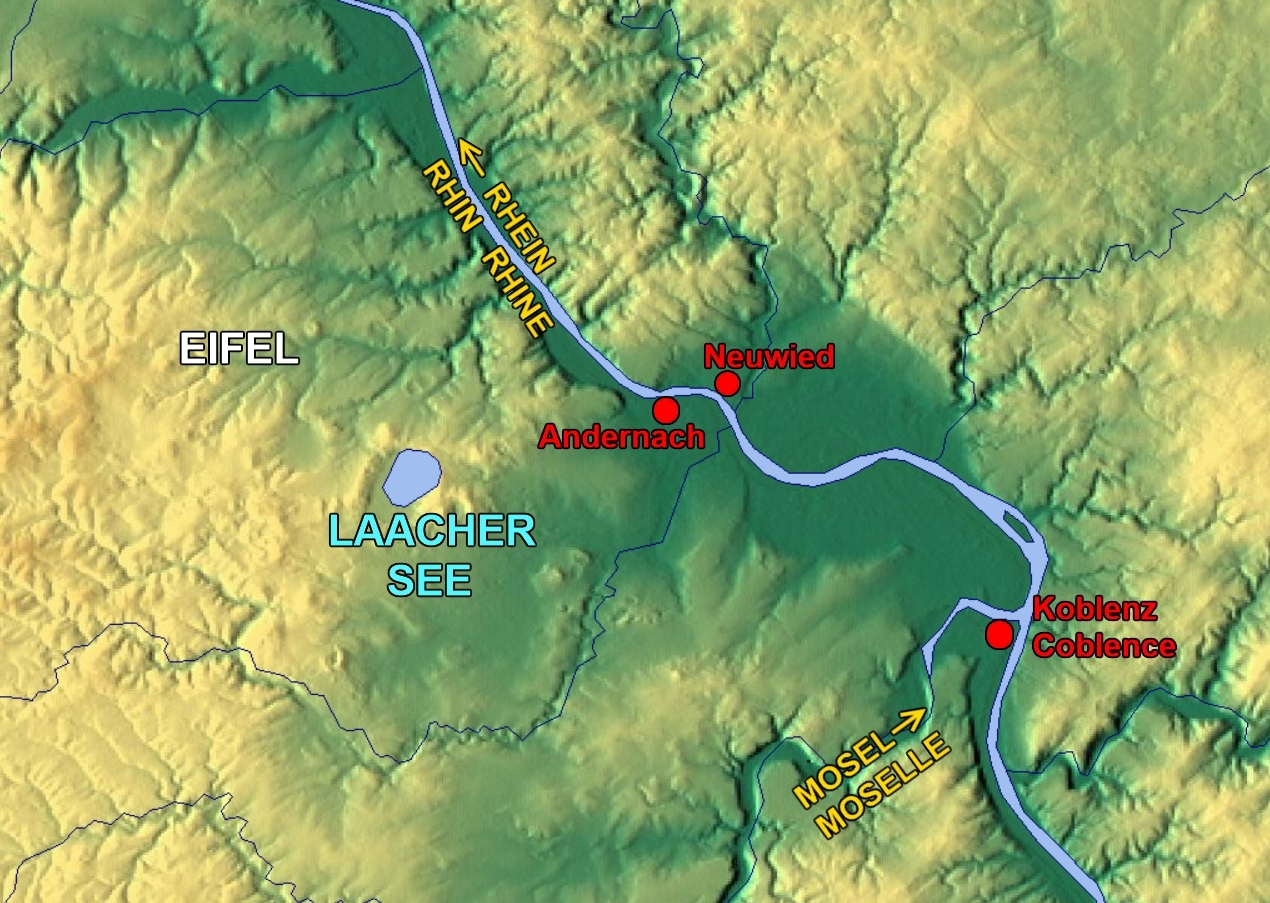
Топографічна карта околиць озера Лаах

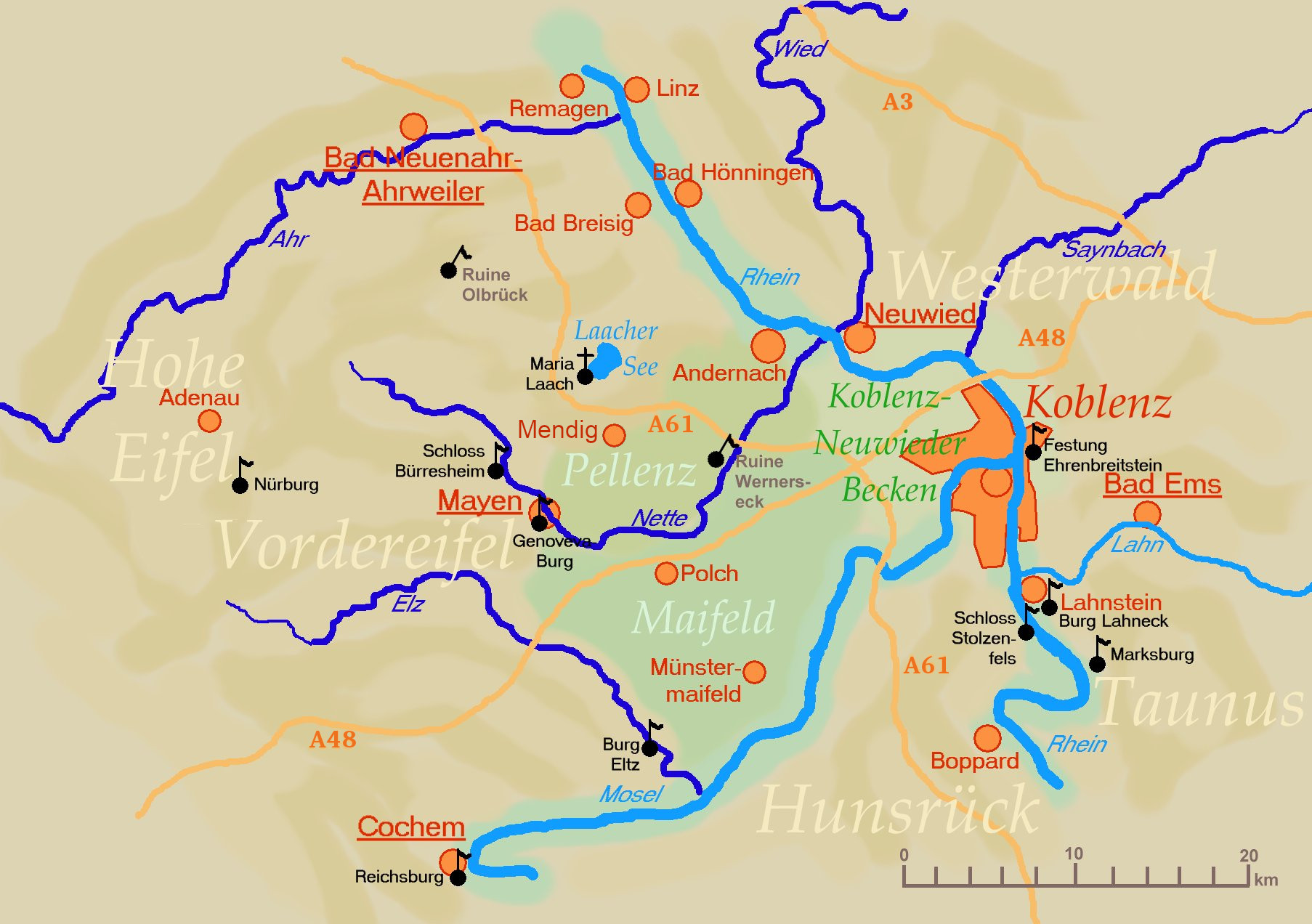
Карта регіонів поблизу озера Лаах

50°24′45″ пн. ш. 7°16′12″ сх. д. / 50.4125° пн. ш. 7.27° сх. д.
Озеро Лаах (нім. Laacher See) — вулканічне кальдерне озеро діаметром 2 км в землі Рейнланд-Пфальц, Німеччина, за 24 км на північний захід від Кобленца, 37 км на південь від Бонна та 8 км на захід від Андернаха. Воно розташоване в гірському хребті Айфель і є частиною вулканічного поля Східного Айфеля в межах більшого вулканічного Айфеля . Озеро утворилося в результаті виверження плінієвого періоду приблизно за 13 000 років до нашої ери з індексом вулканічної вибуховості (VEI) 6, у тому ж масштабі, що й виверження Пінатубо в 1991 році. Вулканічний викид, який можна спостерігати у вигляді мофети на південно-східному березі озера, є ознакою сплячого вулканізму.

## Опис
Озеро має овальну форму і оточене високими берегами. З римського періоду до появи залізних вальців для помолу зерна лаву добували для жорен.
На західній стороні розташоване бенедиктинське абатство Марії Лаах (Abbatia Lacensis), заснований у 1093 році Генріхом II Лаахом з дому Люксембург, першим рейнським пфальцграфом, який мав свій замок навпроти монастиря над східним берегом озера. 
Озеро не має природного витоку, але дренується тунелем, прокопаним до 1170 року та кілька разів перебудованим з того часу. Тунель названий на честь Фульберта, абата монастиря в 1152—1177 роках, який, як вважають, побудував його. 

## Виверження
Вулканізм у Німеччині простежується протягом мільйонів років, що пов'язано з розвитком Європейської кайнозойської рифтової системи, зумовленої зіткненням Африканської та Євразійської плит, але він був сконцентрований у сплесках, пов'язаних з навантаженням і розвантаженням льоду під час наступу і відступу льодовиків.
Перші виверження озера Лаах, що відбулися наприкінці весни або на початку літа, знищили дерева на відстані до чотирьох кілометрів від нього. Магма відкрила шлях до поверхні, і виверження тривало близько десяти годин, а шлейф, ймовірно, сягав висоти 35 кілометрів. Активність тривала кілька тижнів або місяців, створюючи пірокластичні потоки, які вкрили липкою тефрою долини на відстані до десяти кілометрів. Поблизу кратера відкладення сягають понад п'ятдесят метрів завтовшки, і навіть за п'ять кілометрів від нього їхня товщина все ще становить десять метрів. Всі рослини і тварини на відстані близько шістдесяти кілометрів на північний схід і сорока кілометрів на південний схід, ймовірно, були знищені. За оцінками, виверглося 6 куб км магми, утворивши близько тефри. Це «величезне» плініанське виверження, таким чином, мало індекс вулканічної вибуховості (VEI) 6.
Відкладення тефри в результаті виверження перекрили Рейн, утворивши озеро площею 140 кв км. Коли дамбу прорвало, повінь прокотилася вниз за течією, залишивши відкладення аж до Бонна. Опади були виявлені на площі понад 300 000 квадратних кілометрів, що простягається від центральної Франції до північної Італії та від південної Швеції до Польщі, і це робить їх безцінним джерелом для хронологічної кореляції археологічних та палеоекологічних шарів на цій території.

## Наслідки виверження

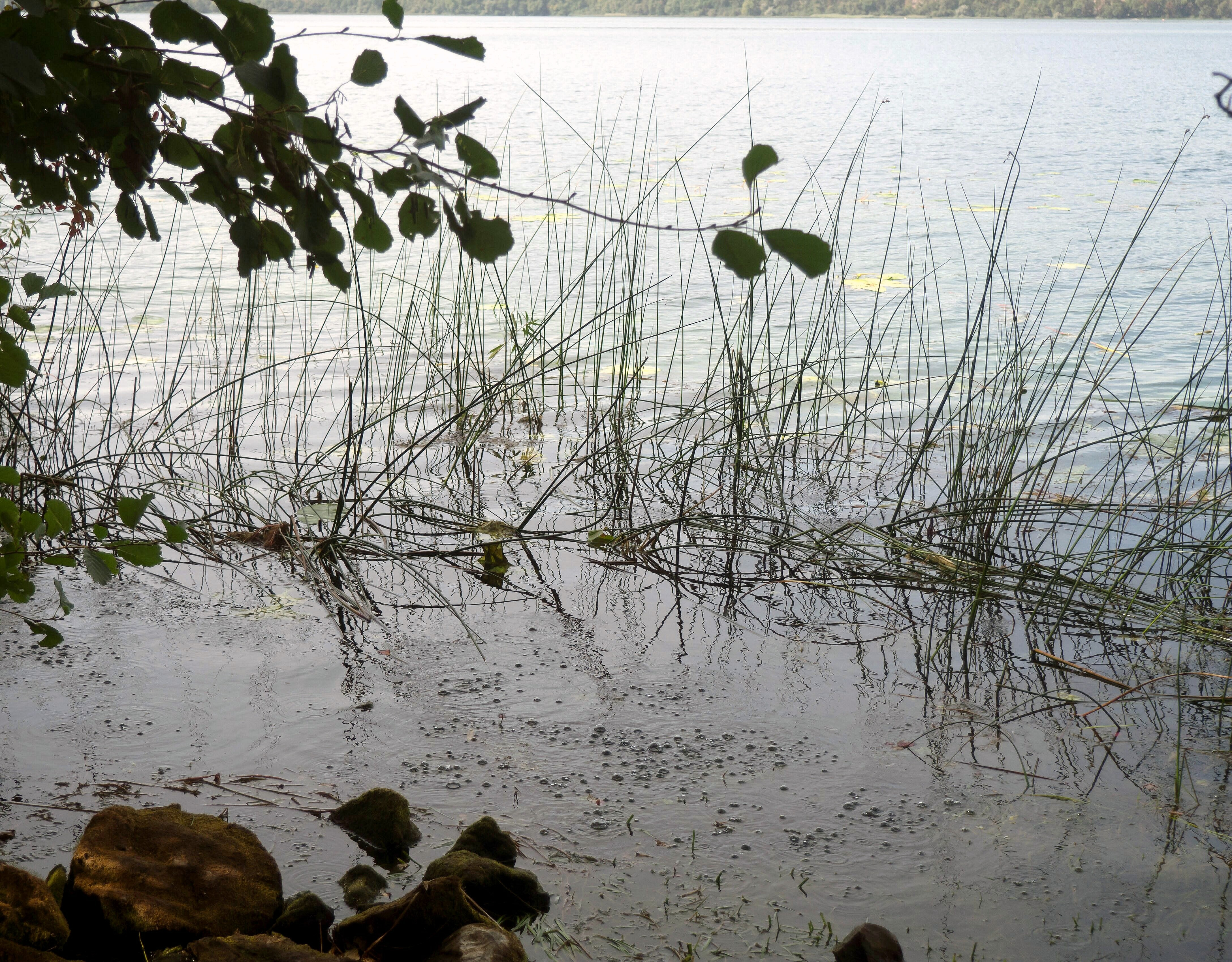
Мофети в озера Лаах

Ширші наслідки виверження були обмеженими і становили кілька років холодного літа та до двох десятиліть екологічних порушень у Німеччині. Однак життя місцевого населення, відомого як культура Федермесер, зазнало суттєвих змін. До виверження ця малочисельна група людей виживала за рахунок збиральництва та полювання, використовуючи як списи, так і луки та стріли. За словами археолога Фелікса Ріде, після виверження територія, яка найбільше постраждала від виверження, Тюрингенський басейн, зайнятий народом Федермесер, схоже, значною мірою знелюдніла, тоді як населення південно-західної Німеччини та Франції збільшилося. Виникли дві нові культури — броммська на півдні Скандинавії та перстунська на північному сході Європи. Ці культури мали нижчий рівень майстерності виготовлення знарядь праці, ніж культура Федермесер, особливо броммейська, яка, схоже, втратила технологію виготовлення лука та стріл. На думку Ріде, занепад був наслідком руйнувань, спричинених виверженням вулкану озера Лаах.
Виверження розглядалося як можлива причина Молодшого Дріасу, періоду глобального похолодання наприкінці останнього льодовикового максимуму, який, як виявилося, збігається з часом виверження озера Лаах. Однак уточнене датування початку Молодшого дріасу в Європі, опубліковане в 2021 році, показало, що він почався приблизно через 200 років після виверження, що виключає цю причину як одну з можливих.

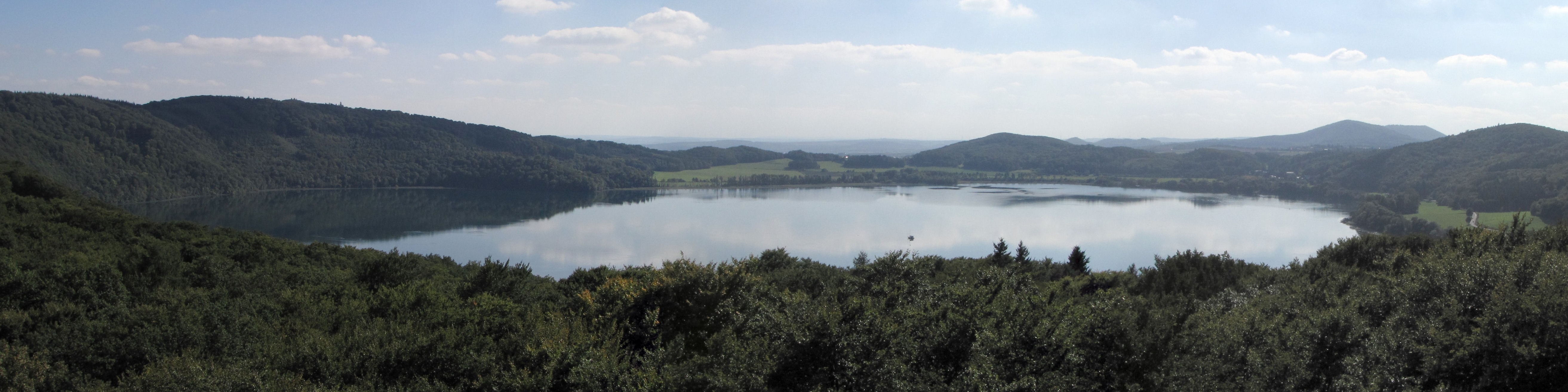
Панорама озера Лаах

## Подальше читання
- Ginibre, Catherine; Wörner, Gerhard; Kronz, Andreas (2004). Structure and Dynamics of the Laacher See Magma Chamber (Eifel, Germany) from Major and Trace Element Zoning in Sanidine: a Cathodoluminescence and Electron Microprobe Study. Journal of Petrology. 45 (11): 2197—2223. Bibcode:2004JPet...45.2197G. doi:10.1093/petrology/egh053.
- Park, Cornelia; Schmincke, Hans-Ulrich (1997). Lake Formation and Catastrophic Dam Burst during the Late Pleistocene Laacher See Eruption (Germany). Naturwissenschaften. 84 (12): 521—525. Bibcode:1997NW.....84..521P. doi:10.1007/s001140050438.
- Riede, Felix (2008). The Laacher See-eruption (12,920 BP) and material culture change at the end of the Allerød in Northern Europe. Journal of Archaeological Science. 35 (3): 591—599. doi:10.1016/j.jas.2007.05.007.
- Hensch, Martin; Dahm, Torsten; Ritter, Joachim; Heimann, Sebastian; Schmidt, Bernd; Stange, Stefan; Lehmann, Klaus (2019). Deep low-frequency earthquakes reveal ongoing magmatic recharge beneath Laacher See Volcano (Eifel, Germany). Geophysical Journal International. 216 (3): 2025—2036. Bibcode:2019GeoJI.216.2025H. doi:10.1093/gji/ggy532.